# Штурм Ахалкалаки (1807)
Штурм Ахалкалаки — одно из сражений русско-турецкой войны 1806—1812 годов. Отряд русских войск генерал-аншефа графа И. В. Гудовича предпринял неудачный штурм османской крепости Ахалкалаки и, потеряв треть своего состава, был вынужден отступить.
В начале кампании 1807 года отряд генерала Несветаева, выдвинувшийся к Карсу и попытавшийся его взять, оказался, в свою очередь, под сильным давлением турецких войск. Главнокомандующий российскими войсками в Закавказье генерал-аншеф граф И. В. Гудович, осознавая создавшееся положение, решил вторгнуться на территорию Османской империи в направлении Ахалкалаки и попытаться взять ахалкалакскую крепость, чтобы упредить возможную атаку противника в направлении Имеретии и Мингрелии. 17 (29) апреля отряд Гудовича (4500 человек) вышел из Тифлиса.
Подойдя 6 (18) мая к крепости Ахалкалаки и не получив ответа коменданта на двукратное обращение её сдать, Гудович приступил к бомбардировке. Крепость, имевшую около 50 орудий, защищал гарнизон в 1500 человек. Внутри самой крепости, обнесённой толстой каменной стеной, на берегу реки Ганзы находилась цитадель с четырьмя башнями и высокой зубчатой стеной. Двухдневный артиллерийский обстрел не причинил вреда стенам крепости, и граф решил взять её штурмом.
Для штурма были образованы три колонны, общей численностью 2900 человек пехоты. В каждую колонну были розданы по четыре лестницы с крючьями. Солдатам было приказано не стрелять, пока не влезут на стену. Ночью с 8 на 9 (21) мая колонны были разведены по исходным позициям. На рассвете 9 (21) мая шестиорудийная батарея открыла огонь, и начался штурм.
Первая и третья колоны двинулись одновременно. Несмотря на запрет стрелять, солдаты открыли огонь. Лестницы оказались короткими, и под огнём противника атакующие пробовали их приставлять в разных местах, но повсюду они не доставали до верхнего края стены. Шестифунтовая пушка, подведенная к воротам на сорок шагов, разбила их до половины, но затем орудийный расчёт был уничтожен вражеской картечью, и пушка была захвачена турками. Тем не менее вторая колонна генерал-майора С. А. Портнягина заняла предместье; многие солдаты других колон успели залезть на стену и захватили одну башню, но не поддержанные, погибли в результате подрыва башни турками.
Штурм продолжался пять часов. Гудович, израсходовав все резервы и потеряв треть атакующих, приказал отступить. 700 османских конников попытались преследовать отходившие подразделения, но были отогнаны русскими драгунами и казаками.
Простояв в лагере ещё три дня, Гудович отвёл свой отряд к Цалке, к русско-турецкой границе. Отсюда павший духом командующий отправил приказ генералу Несветаеву отойти из окрестностей Карса к границе, а генералу Рыкгофу снять осаду Поти и отступить в Имеретию.